# Rho Lupi
Rho Lupi (20 Lupi) é uma estrela na direção da constelação de Lupus. Possui uma ascensão reta de 14h 37m 53.25s e uma declinação de −49° 25′ 32.7″. Sua magnitude aparente é igual a 4.05. Considerando sua distância de 310 anos-luz em relação à Terra, sua magnitude absoluta é igual a −0.84. Pertence à classe espectral B5V.